# Brandish (漫画)
『Brandish』（ブランディッシュ）は、原作Rusty Soul、漫画或十せねかによる日本の漫画作品。成人向け漫画雑誌コミックアンリアル(キルタイムコミュニケーション)の2007年1月号から2014年7月号まで連載された。成人向け漫画としては珍しい長編作品である。
単行本は全6巻。

## ストーリー
魔王の娘で自由奔放なサキュバスである少女・ツィスカはひょんなことから勇者の血を引く少年テーオと出会う。
ツィスカは、魔界の父（魔王）に叛旗を翻し、物語は勇者一行対魔界の争いへと拡大して行く。

## 登場人物
声は基本的に、単行本第2巻付属のCDドラマのキャストより。
ツィスカ
声：倉田まりや
本作の主人公。魔界を統べる魔王の娘（第一皇女）で種族はサキュバス。
ひょんなことから出会ったテーオのことがお気に入りであるではあるが、捕食行為と称したテーオ以外の男と性行為に及んだり、アグリウスと行為の末に結ばれるなど、男性関係は奔放。一方でテーオとウリルの関係に嫉妬したりと、年相応な部分もある。魔界に叛旗を翻す。
テーオ (ティオバルト＝ブライトナー)
声：三郷綾夢
勇者の血を引く美少年で、マヤとイルファとパーティーを組み旅をしている。正義感にあふれ生真面目な性格であるゆえに、実は性的なアプローチには弱い。初対峙で肉体関係を結んだウリル相手には特別な感情を抱いており、二回目の対峙の際に、戦闘でも性技でも圧倒され勇者としてのプライドを完全に折られたのちに、ツィスカを捨て愛の告白を行い、敵対関係も忘れて愛し合いながら結ばれた。
マヤ（マヤ＝ハミルトン）
声：猫丸てん
魔法使いの少女で、テーオと共に旅をしている。魔族の子を妊娠してしまったこともある。
イルファ（イルファリーナ＝クインシィ）
声：かわしまりの
マヤの従者の女戦士。テーオと共に旅をしている。
ネリン
ツィスカの使い魔である少女で、普段はコウモリのような姿の着ぐるみを著ている。ふたなり化してツィスカにエネルギー補給をすることもある。
会話は可能であるが、着ぐるみ姿の時は「ふぉー」としか喋れない。
魔王
魔族の王。ツイスカの父。淫魔（インキュバス）の王で、絶倫かつ強大な力を兼ね備えて、魔界に多くの配下を従えている。
魔族の仇敵として勇者を危険視しており、それが結果的にツィスカの離反を起こしてしまう。
アグリウス
魔界の貴族で、魔王第一の部下にあたる。その力は強大であり、剣の達人でもある。フルルの魔力を喰らって終盤にパワーアップし、魔王の後ろ盾もありツィスカと結ばれる。
フルル
淫魔三姉妹の一人。アグリウスの片腕であったが、アグリウスに力を与えて犠牲になる。最終的には自滅の形で勇者一行の前に敗れ去る（生死不明）。
ウリル
淫魔三姉妹の一人。傲慢で奔放な性格で、テーオに下品と称されるほどの巨大なおっぱいと、ツィスカの性技をぬるいと切り捨てるほどサキュバスとして圧倒的な実力を誇る。ツィスカからは古くから敵視されており、ウリルの方もテーオとの恋仲と肉体関係を見せつけるなどして報復に及んでいる。テーオとは初対峙で肉体関係を結んで以降互いに意識しており、二度目の対峙の際にテーオから愛の告白を受け、それに応えて敵対関係も忘れて愛し合うなど、両想いであったことが判明する。
マチュア
淫魔三姉妹の一人。ポルタの奸計にはめられて力を失う。
ポルタ
フルルの使い魔で、ネリンの兄にあたる。後にイルファと恋人となる。
ミリア
墓場の守人だった女性。しかし、その正体は悪霊に取り憑かれた幽霊で、悪霊を祓った後にツィスカたちの味方となる。
女船長
本名不明。勇者一行を運んだ帆船の女船長。航海中にジャイアントオクトパスと遭遇し、捕らえられて意識を失った時にミリアに憑依され、以後、ミリアの肉体となる。

## 書誌情報
原作、Rusty Soul、漫画、或十せねか『Brandish』　キルタイムコミュニケーション 〈アンリアル コミックス〉
1. 2007年12月23日発売 ISBN 4860325079
2. 2008年12月24日発売 ISBN 4860327551 限定版 ISBN 9784860326845
3. 2009年12月25日発売 ISBN 4860328574
4. 2011年 2月28日発売 ISBN 4799200429
5. 2012年11月29日発売 ISBN 4799203460
6. 2014年10月29日発売 ISBN 479920646X

※2巻の限定版にはサウンドドラマとイメージソングの収録されたCDが付随された。
※6巻の限定版にはスマホポーチとペロペロ催眠（DMMオンラインゲーム）の限定SRカード『サキュバス・ツィスカ』のシリアルコードが付随された。

### 付属CD
- サウンドドラマ

1. Deja vu Succubus
2. Jeer of Ziska

- イメージソング
  - 『Sugar & Drug』
    - 歌：笶田みこ
    - 作詞作曲：Golden City Factory

## OVA
メリージェーンよりOVA化され、2012年に発売された。
第1巻の『カワユイ男の子ゲーットぉ』は原作1巻第3話辺りがベースとなっている。
1. 『カワユイ男の子ゲーットぉ』2012年 6月22日発売
2. 『勇者退治しちゃいます』2012年 8月24日発売

- ED主題歌
  - 『Sugar & Drug』
    - 歌：真優
    - 作詞作曲：Golden City Factory